# Pelikanfod
En pelikanfod (Aporrhais pespelicani) er en dansk havsnegl, der kan blive 5 centimeter høj. Den lever på lavt vand. Det er kun de ældre individer, der er forsynet med skal. Pelikanfoden bevæger sig på havbunden og æder plankton. Den ånder via gæller.